# オスカー・ゴンザレス
オスカー・ルイス・ゴンザレス（Oscar Luis González、1998年1月10日 - ）は、ドミニカ共和国サン・クリストバル州サバナ・グランデ・デ・パレンケ出身のプロ野球選手（外野手）。右投右打。東北楽天ゴールデンイーグルス所属。

## 経歴

### プロ入りとガーディアンズ時代

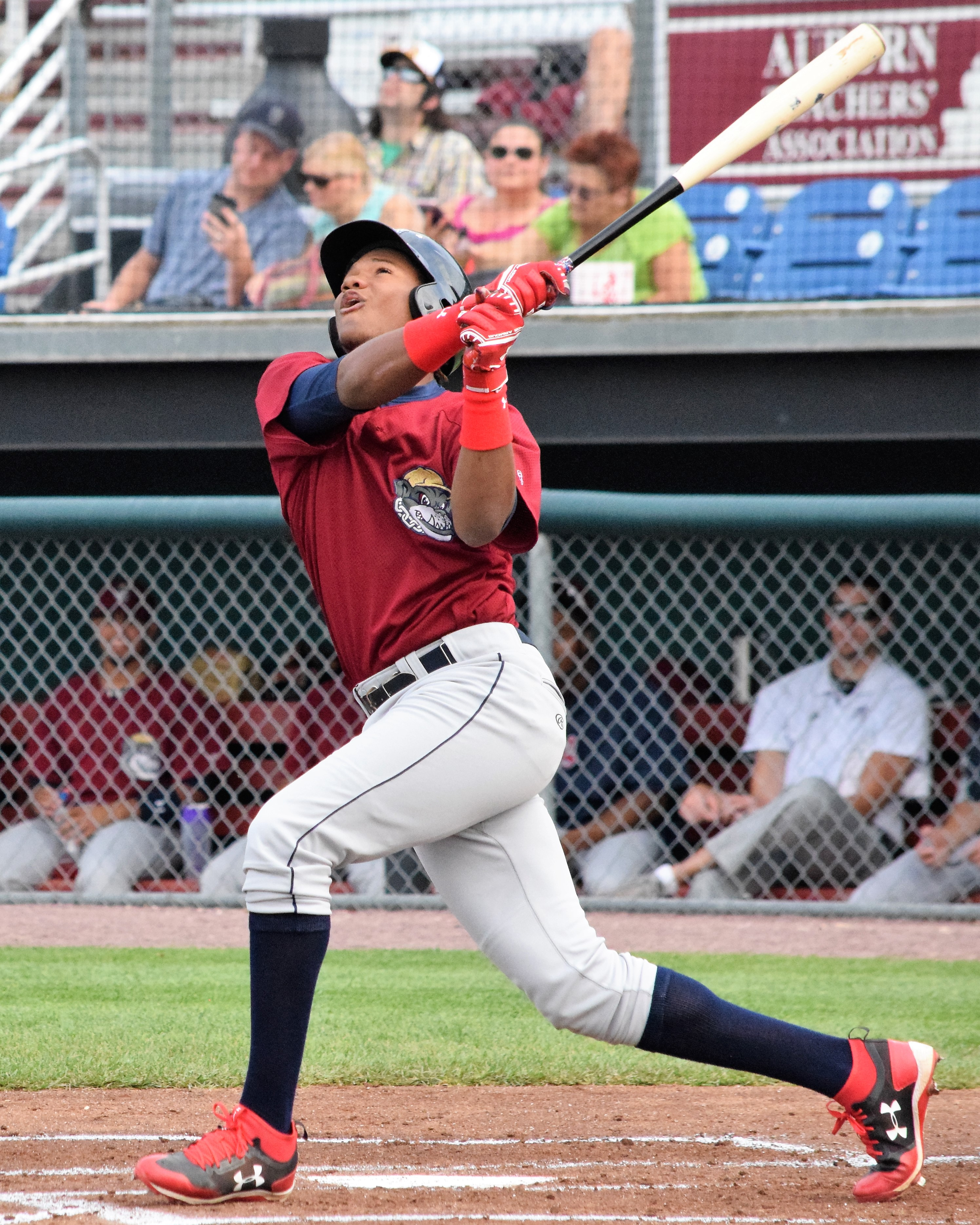
A-級マホーニングバレー・スクラッパーズ時代
（2017年7月22日）

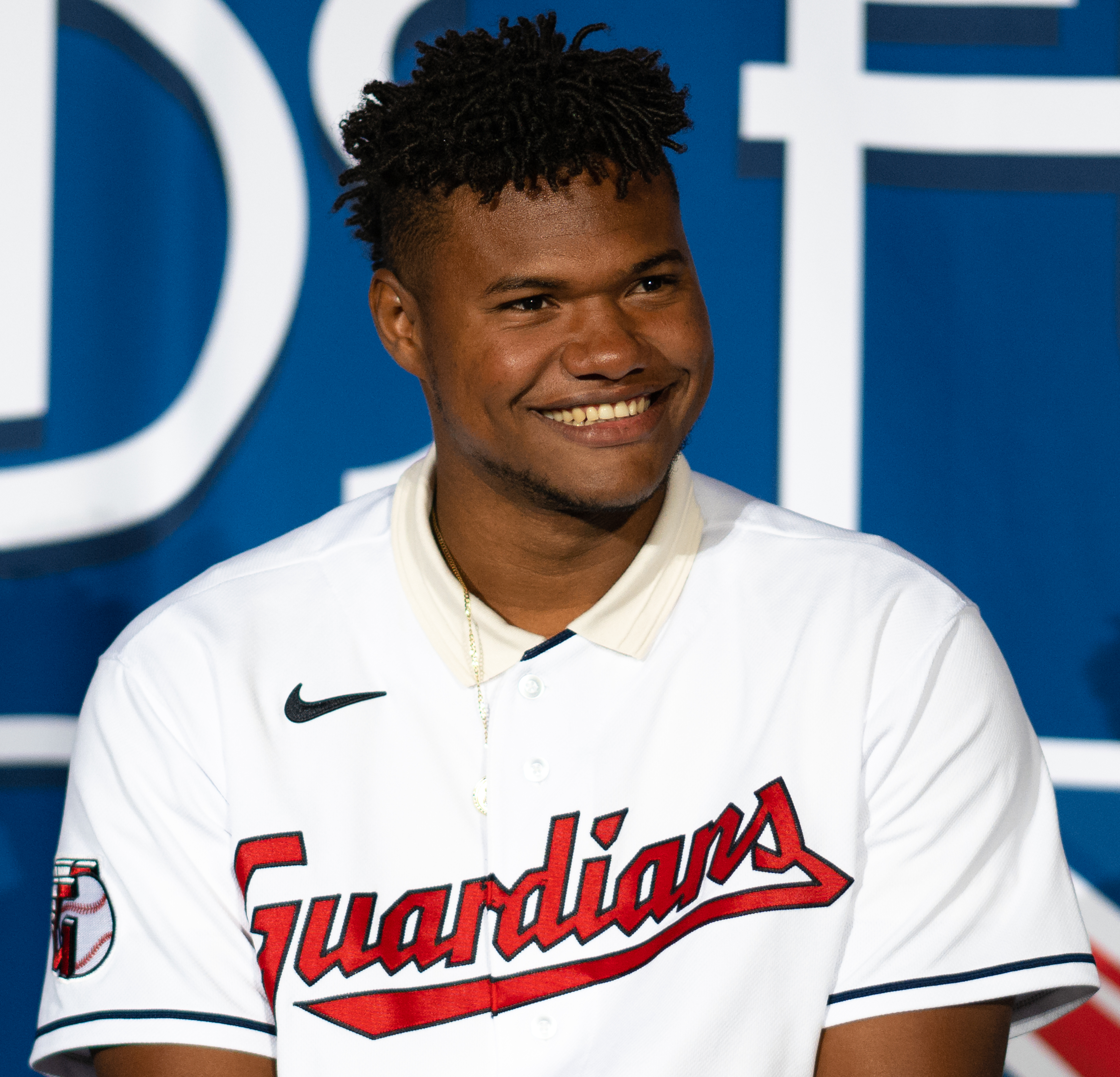
ガーディアンズ時代
（2023年1月21日）

2014年にアマチュア・フリーエージェントでクリーブランド・インディアンスと契約してプロ入り。契約金は30万ドル。
2021年まで傘下のマイナーチームでプレーし、同年オフの11月7日に自由契約となったが、同日中にマイナー契約で再契約した。
2022年はAA級アクロン・ラバーダックスで開幕を迎え、その後AAA級コロンバス・クリッパーズへ昇格。5月26日にメジャー契約を結んでアクティブ・ロースター入りし、同日のデトロイト・タイガース戦に先発出場してメジャーデビューを果たした。

### ヤンキース傘下時代
2023年12月1日にウェイバー公示を経てニューヨーク・ヤンキースへ移籍した。2024年1月17日にDFAとなり、24日にAAA級スクラントン・ウィルクスバリ・レイルライダースに配属された。しかし、この年はメジャー昇格を勝ち取れないままオフの11月4日にFAとなった。

### パドレス時代
2024年11月26日にサンディエゴ・パドレスとマイナー契約を結び、翌27日にAAA級エルパソ・チワワズに配属された。また、併せて2025年のスプリングトレーニングに招待選手として参加することになった、と発表された。同年の開幕はAAA級エルパソで開幕を迎えたが、4月3日にイーガイ・ロサリオと入れ替わってメジャー昇格を果たすも、すぐにオプションでAAA級エルパソに降格した。同月8日にジャクソン・メリルの故障者リスト入りに伴ってメジャー再昇格を果たした。昇格後21試合に出場したが、打率.220（59打数13安打）4打点と不振で5月8日にオプションでAAA級エルパソに降格した。エルパソ降格後は12試合で打率.333、5本塁打、16打点と復調の兆しを見せていたが、同月19日に40人枠に入っている選手としては異例となる自由契約となった。

### 楽天時代
2025年5月21日、東北楽天ゴールデンイーグルスが獲得を発表した。2026年までの契約となり、2025年の推定年俸は8600万円。背番号は12。
二軍で5試合の出場を挟んで、6月10日に一軍昇格を果たすと、同日の中日ドラゴンズ戦で先発出場。同試合は無安打に終わったが、来日3試合目となる12日の同戦で来日初安打と初本塁打を記録した。6月は10試合連続安打を記録し、打率は.305を記録するなど好調ぶりを見せていたが、徐々に状態を落とし、7月は打率.086と成績が急降下した。このため、同14日に出場選手登録を抹消された。

## 選手としての特徴
勝負強く長打力が武器のスラッガー。日本球界OBは「（ゴンザレスは）右方向に強い打球が打てるので外角一辺倒の配球というわけにはいかない。スイングに癖がなく、変化球にも対応している。日本向きの打者」と評している。一方で、選球眼に欠けるフリースインガータイプであり、四球率が低さが特徴。主な守備ポジションは右翼手と左翼手。マイナーリーグでは僅かながら中堅手と一塁手の経験もある。

## 詳細情報

### 年度別打撃成績
| 年 度    | 球 団    | 試 合 | 打 席 | 打 数 | 得 点 | 安 打 | 二 塁 打 | 三 塁 打 | 本 塁 打 | 塁 打 | 打 点 | 盗 塁 | 盗 塁 死 | 犠 打 | 犠 飛 | 四 球 | 敬 遠 | 死 球 | 三 振 | 併 殺 打 | 打 率 | 出 塁 率 | 長 打 率 | O P S |
| -------- | -------- | ----- | ----- | ----- | ----- | ----- | -------- | -------- | -------- | ----- | ----- | ----- | -------- | ----- | ----- | ----- | ----- | ----- | ----- | -------- | ----- | -------- | -------- | ----- |
| 2022     | CLE      | 91    | 382   | 362   | 39    | 107   | 27       | 0        | 11       | 167   | 43    | 1     | 2        | 0     | 2     | 15    | 2     | 3     | 75    | 6        | .296  | .327     | .461     | .789  |
| 2023     | CLE      | 54    | 180   | 173   | 15    | 37    | 7        | 2        | 2        | 54    | 12    | 0     | 0        | 0     | 1     | 5     | 0     | 1     | 46    | 2        | .214  | .239     | .312     | .551  |
| 2025     | SD       | 21    | 61    | 59    | 2     | 13    | 1        | 0        | 0        | 14    | 4     | 0     | 1        | 0     | 0     | 2     | 0     | 0     | 13    | 1        | .220  | .246     | .237     | .483  |
| MLB：3年 | MLB：3年 | 166   | 623   | 594   | 56    | 157   | 35       | 2        | 13       | 235   | 59    | 1     | 3        | 0     | 3     | 22    | 2     | 4     | 134   | 9        | .264  | .294     | .396     | .690  |

- 2024年度シーズン終了時

### ポストシーズン打撃成績
| 年 度     | 球 団     | シ リ ｜ ズ | 試 合 | 打 席 | 打 数 | 得 点 | 安 打 | 二 塁 打 | 三 塁 打 | 本 塁 打 | 塁 打 | 打 点 | 盗 塁 | 盗 塁 死 | 犠 打 | 犠 飛 | 四 球 | 敬 遠 | 死 球 | 三 振 | 併 殺 打 | 打 率 | 出 塁 率 | 長 打 率 |
| --------- | --------- | ----------- | ----- | ----- | ----- | ----- | ----- | -------- | -------- | -------- | ----- | ----- | ----- | -------- | ----- | ----- | ----- | ----- | ----- | ----- | -------- | ----- | -------- | -------- |
| 2022      | CLE       | ALWC        | 2     | 10    | 9     | 1     | 3     | 0        | 0        | 1        | 6     | 1     | 0     | 0        | 0     | 0     | 0     | 0     | 1     | 3     | 0        | .333  | .400     | .667     |
| 2022      | CLE       | ALDS        | 5     | 22    | 22    | 1     | 4     | 0        | 0        | 0        | 4     | 3     | 0     | 0        | 0     | 0     | 0     | 0     | 0     | 6     | 0        | .182  | .182     | .182     |
| 出場：1回 | 出場：1回 | 出場：1回   | 7     | 32    | 31    | 2     | 7     | 0        | 0        | 1        | 10    | 4     | 0     | 0        | 0     | 0     | 0     | 0     | 1     | 9     | 0        | .226  | .250     | .323     |

- 2024年度シーズン終了時

### 年度別守備成績
| 年 度 | 球 団 | 右翼（RF） | 右翼（RF） | 右翼（RF） | 右翼（RF） | 右翼（RF） | 右翼（RF） |
| 年 度 | 球 団 | 試 合      | 刺 殺      | 補 殺      | 失 策      | 併 殺      | 守 備 率   |
| ----- | ----- | ---------- | ---------- | ---------- | ---------- | ---------- | ---------- |
| 2022  | CLE   | 84         | 155        | 3          | 6          | 1          | .963       |
| MLB   | MLB   | 84         | 155        | 3          | 6          | 1          | .963       |

- 2022年度シーズン終了時

### 記録

#### 初記録
- 初出場・初先発出場：2025年6月10日、対中日ドラゴンズ1回戦（きらやかスタジアム）、「6番・指名打者」で先発出場[16]
- 初打席：同上、2回裏にカイル・マラーから遊ゴロ[24]
- 初安打：2025年6月12日、対中日ドラゴンズ3回戦（楽天モバイルパーク宮城）、6回裏に三浦瑞樹から右前安打[17]
- 初本塁打・初打点：同上、8回裏に岡田俊哉から中越ソロ[17]

### 背番号
- 39（2022年 - 2023年、2025年 - 同年途中）
- 12（2025年6月2日[15] - ）